# Onze-Lieve-Vrouw van Altijddurende Bijstand

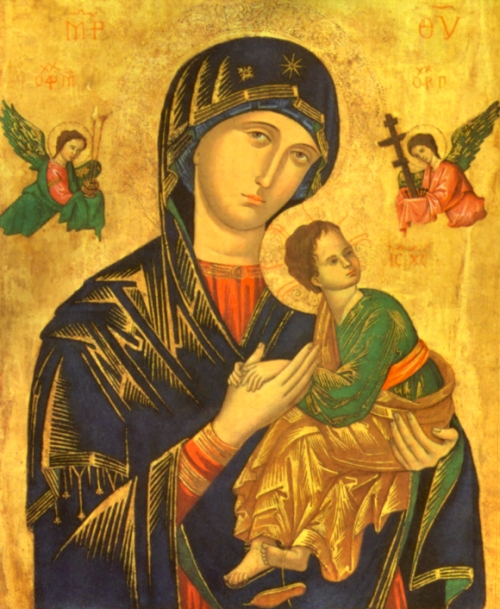
Afbeelding van de originele icoon

Onze-Lieve-Vrouw van Altijddurende Bijstand, soms ook Onze-Lieve-Vrouw van Bijstand en Victorie, is een titel van Maria, die in verband staat met een Byzantijnse icoon met dezelfde naam. De icoon is sinds het einde van de 15e eeuw in Rome, maar is mogelijk van oudere datum. Bij rooms-katholieken is de beeltenis zeer populair. In de Oosters-orthodoxe Kerk is de afbeelding bekend onder de naam Theotokos van de Passie (letterlijk: Godbaarster van de Passie), in het Russisch Strasdnaia.

## Beschrijving
De icoon beeldt de Maagd Maria af in een donkerrood gewaad met een blauwe mantel en sluier. Aan de linkerzijde is de aartsengel Michaël te zien. Hij draagt de lans en spons als voorwerpen van Jezus' kruisiging. Aan de rechterzijde is de aartsengel Gabriël afgebeeld met een 3-kruis en spijkers. 
Het is een icoon van het zogenaamde Hodegetria-type, waarbij Maria naar haar zoon wijst. Het Jezuskindje voorvoelt zijn lijden en wendt zich al tot zijn moeder om zich te laten troosten. De uitdrukking van de maagd is plechtig en gericht op de kijker in plaats van naar haar zoon. 
Opvallend is ook dat de sandaal van Jezus loszit. Dit verwijst naar een woord van Johannes de Doper die zei dat hij niet waard was om Jezus' sandaal los te maken. Een andere, meer volkse uitleg is dat Maria schrikt van de boodschap van beide engelen over het komende lijden van het Kind. De schok van de schrikbeweging doet de sandaal van het voetje schieten.

## Verering
De icoon wordt bewaard in de kerk van de heilige Alfonsus van Liguori te Rome. Dit is de hoofdkerk van de Congregatie van de Allerheiligste Verlosser ofwel de Redemptoristen. Bij deze congregatie is de devotie tot Onze-Lieve-Vrouwe van Altijddurende Bijstand altijd sterk geweest en zij hebben veel bijgedragen tot haar verspreiding. De gedachtenis wordt gevierd in de Rooms-katholieke kerk op 27 juni. De Orthodoxe Kerk viert haar feestdag op 30 april en op de zesde zondag na Pasen (Zondag van de blindgeborene).